# Taubenberg
Der Taubenberg ist ein Berg mit 896 m Höhe und einer Ausdehnung von 1847 ha auf dem Gebiet der Gemeinde Warngau, zu einem kleineren Teil auch auf dem Gebiet der Gemeinden Valley und Weyarn, im Landkreis Miesbach. Er liegt abgesetzt vor den Tegernseer Bergen der Bayerischen Voralpen und ist ein beliebtes Wanderziel und das wichtigste Wasserversorgungsgebiet der bayerischen Landeshauptstadt München. Rund zwei Drittel des Berges sind im Besitz der Stadt München, der Rest ist Streubesitz örtlicher Land- und Forstwirte.

## Geographie
Geologisch gehört der Taubenberg mit seiner charakteristischen Ost-West-Ausrichtung zu den Molassevorbergen und er markiert (wie z. B. auch der Hohe Peißenberg) den Nordrand der Faltenmolasse im bayerischen Voralpenland und damit den geologischen Alpenrand. Der Taubenberg ist das Ergebnis von Schuttströmen der oberen Süßwassermolasse, die vor etwa 10–15 Millionen Jahren – bei der Entstehung der Alpen – aus Süden kamen. Diese groben Schuttkegel bilden heute charakteristische Berge vor den Ausgängen der ehemaligen tertiären Alpenflüsse (Tischberg, Hoher Peißenberg, Irschenberg u. a.). Durch das Eis späterer Vergletscherungen wurden sie später als Härtlinge aus ihrer weicheren Umgebung aus Feinsanden herauspräpariert und teilten wie Eisbrecher den Eisstrom in einzelne Gletscherzungen (Loben).
Die Verteilung von Findlingen und die Bodenhorizonte im Gipfelbereich des Taubenbergs lassen darauf schließen, dass er in der letzten, der Würm-Kaltzeit, nicht von Gletschern überschoben wurde, sondern als Nunatak aus dem Eis herausragte.
Der Taubenberg weist eine eigentümliche Geomorphologie auf. Der höchste Punkt liegt im Westen des Höhenrückens. Von dort fließt der kleine Farnbach in einem Tal im Zentrum der Geländestruktur nach Osten und zur Mangfall. Das Tal des Farnbachs teilt den Taubenberg in einen nördlichen und einen südlichen Rücken, die im Westen miteinander verbunden sind. Der nördliche Rücken ist höher, in seinem Osten liegt der zweithöchste Punkt des Berges. Der südliche Rücken fällt von West nach Ost annähernd gleichmäßig ab. Ihm vorgelagert ist das Steinbachtal, eine breite Hangfußmulde mit Niedermoorcharakter.

## Ökosysteme
Der Taubenberg ist als FFH-Gebiet ausgewiesen. Er liegt in der montanen Höhenstufe, seine Leitgesellschaft ist der Tannen-Buchenwald. An trockenen Standorten steht die Stieleiche und vereinzelt an den Hängen zur Mangfall sowie auf besonders sauren Böden auch die Waldkiefer. Eine Besonderheit des Taubenbergs ist der hohe Anteil der Tanne von über 10 %, er ist durch gezielte Förderung ansteigend. Sonderstandorte sind die Schluchtwälder vorwiegend im oberen Farnbachtal, das Fadenseggen-Bergkiefernmoor im Steinbachtal im Süden des Gebietes sowie die Kalktuffquellen an Austritten von besonders kalkhaltigem Grundwasser. Im östlich angrenzenden Mangfalltal steht ein naturbelassener Grauerlen-Auwald. Der Erhalt dieser eiszeitlich bedingten Relikt- und Sonderstandorte, die von besonderer Bedeutung für den Naturschutz sind, ist auf das kleinräumige Relief des Berges zurückzuführen.
Besonders wertvoll ist der Taubenberg als Lebensraum für geschützte Vogelarten: Schwarzstorch, Auerhuhn, Sperlingskauz, Schwarzspecht, Uhu und Haselhuhn kommen in den Wäldern und an den Hängen des Berges vor. Deshalb ist der Taubenberg gleichzeitig als Europäisches Vogelschutzgebiet -SPA- nach der Vogelschutzrichtlinie ausgewiesen. Im Steinbachtal am Südrand des Gebietes und in der den Taubenberg im Norden und Süden umgebenden Haglandschaft lebt der Neuntöter. Außerdem wurden an besonders geschützten Arten nach der FFH-Richtlinie nachgewiesen: die Gelbbauchunke, der Skabiosen-Scheckenfalter und der Helle Wiesenknopf-Ameisenbläuling.

## Nutzung

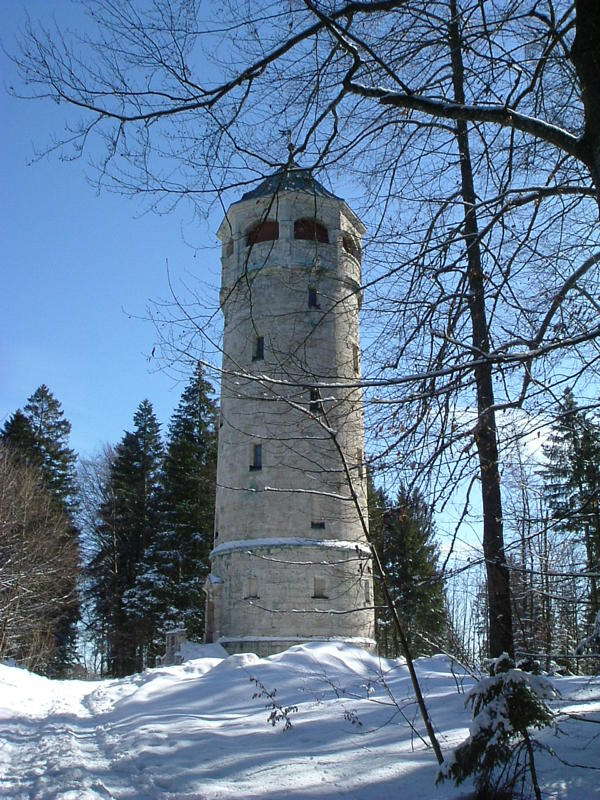
Aussichtsturm auf dem Taubenberg

Nach der Entscheidung der Stadt München, ihr Trinkwasser von der Mangfall zu beziehen, kaufte die Stadt Flächen im Umgriff der Trinkwasserentnahme an. Zwischen 1893 und 1902 wurde die Fassung bei Mühlthal erweitert und die Hangquellen unterhalb von Gotzing wurden erschlossen. Deshalb erstreckte sich der Flächenkauf um die Wende zum 20. Jahrhundert auch auf den Taubenberg. Es gelang im Laufe der Zeit, rund zwei Drittel des Berges zu erwerben. Dabei handelte es sich damals zu einem großen Teil um als Weideland genutzte Wiesen. Die Stadt entschied sich um 1900, diese Flächen aufzuforsten, weil auf Waldflächen die Gefahren der Düngung mit Mist für das Grundwasser entfallen, Wald ein besserer Schutz für die Bodenqualität ist und die Filterung des versickernden Wassers verbessert. Ein Teil der erworbenen landwirtschaftlichen Einzelgehöfte am und auf dem Taubenberg wurde ersatzlos abgebrochen. Ursprünglich setzte die städtische Forstverwaltung, wie damals üblich, vorwiegend Fichten. Der mit den Flächen erworbene Westinhof bei Gotzing wurde Sitz der Münchner Forstverwaltung.
Heute bewirtschaftet die Stadt zum Schutz der Trinkwasserfassungen unterhalb des Berges ihren Waldbesitz auf dem Taubenberg naturgemäß und baut den Wald als Mischwald mit standortgerechten Baumarten um. Nach dem Zweiten Weltkrieg wurde der Gedanke des Dauerwalds übernommen. Dazu werden seitdem die Fichtenreinbestände im Altersklassenwald per Einzelstammentnahme als Mischwald umgebaut, der der potentiell-natürlichen Vegetation nahekommt. Er hat neben der Fichte als Hauptbaumart hohe Anteile von Buchen, Tannen und Edellaubbäumen.
Die Mischung aus Laub- und Nadelbäumen sorgt für einen humusreichen Bodenaufbau, die tiefwurzelnden Arten Buche und Ahorn sowie an feuchten Standorten die Esche ziehen basische Ionen aus dem Kalkboden und wirken so einer Versäuerung des Oberbodens entgegen. Gemischtes Alter und ein hoher Anteil von im Winter kahlen Laubbäumen erhöhen die Grundwasserproduktion, weil wesentlich mehr Niederschläge auf den Boden gelangen als bei einem Altersklassenwald mit geschlossenen Baumkronen.
Der städtische Wald auf dem Taubenberg gehörte 2001 zu den ersten in Deutschland vom Forest Stewardship Council zertifizierten Flächen. Außerdem ist der städtische Forstbetrieb Mitglied bei Naturland. Im Mangfalltal und dessen Umgebung einschließlich der Anteile des Taubenbergs in Privatbesitz fördert die Stadt München seit 1992 die Umstellung von landwirtschaftlichen Betrieben auf ökologischen Landbau durch eine Umstellungsbeihilfe und anschließend eine dauerhafte Unterstützung.
Außer für die Trinkwasserbildung und damit die Forstwirtschaft sowie für den Naturschutz hat der Taubenberg eine besondere Bedeutung für die Naherholung. Entlang dem Farnbachtal verläuft der Meditationsweg, der einen Teil des Jakobsweg-Netzes bildet und von Bad Aibling über Irschenberg und Weyarn nach Holzkirchen ausgeschildert ist. Zur touristischen Bedeutung trägt bei, dass am höchsten Punkt des Berges von 896 m ü. NN trotz dichter Bewaldung der Aussichtsturm Taubenberg den Blick in alle Richtungen erlaubt. Die Bayerischen Voralpen und die Täler von Mangfall und Schlierach sind bei jedem Wetter zu sehen, meist reicht der Blick auch bis München. Auf dem Taubenberg stehen die Wallfahrtskapelle Nüchternbrunn und der Gasthof Taubenberg. Auf dem südlichen Kamm und der Südflanke liegen mehrere Einzelgehöfte und Streusiedlungen.
Die Nutzung wird wegen der besonderen naturschutzfachlichen Bedeutung des Gebietes mit den Fachbehörden abgestimmt. Die Erhaltung der Sonderstandorte hat eine hohe Priorität. Die Stadtwerke München beantragten zuletzt im Jahr 2013 beim Landratsamt Miesbach die Erweiterung des bestehenden Wasserschutzgebietes am Taubenberg.
Seit den 2020er-Jahren häufen sich Konflikte zwischen Mountainbikern, Grundstückseigentümern, anderen Erholungssuchenden und Naturschützern, da eine Übernutzung des Berges festzustellen sei. Zudem werden die Wege verlassen und auf einer Vielzahl von illegal entstehenden Singletrails abgefahren, was die schutzbedürftigen Naturbestandteile schädigt. Dies wurde durch das Aufkommen von Elektromountainbikes und den coronabedingten Druck auf die Münchner Naherholungsgebiete noch gesteigert.